# Gambarana
Gambarana (Gambaräna in dialetto lomellino) è un comune italiano di 180 abitanti della provincia di Pavia in Lombardia. Si trova nella Lomellina meridionale, nella pianura alluvionale presso la riva sinistra del Po.

## Storia
La storia del territorio di Gambarana è stata sempre condizionata dalla vicinanza del Po; un tempo esso scorreva più a sud, lasciando spazio per un grosso centro storicamente assai importante, Sparvara; e anche l'attuale frazione Cambiò era un luogo notevole, come d'altra parte la stessa Gambarana. Infatti, tra i rami in cui si divisero i conti palatini di Lomello, signori della Lomellina occidentale fino al XII secolo, due tra i principali portavano appunto i nomi di Sparvara e Gambarana. Nel 1311 i conti palatini erano qui rappresentati da Federico, Giuliano e Riccardo di Sparvara, e da Alberto, Ruffino, Giannone e Opicino di Gambarana. Nel 1164 tutta la Lomellina fu assoggettata alla città di Pavia; il relativo diploma di Federico I nomina sia Sparvara sia Gambarana. Sotto Pavia continuò la signoria degli conti palatini di Sparvara e di Gambarana sui rispettivi feudi che, salvo brevi interruzioni, continuò fino al XVIII secolo (gli Sparvara si estinsero nel 1769, i Gambarana esistono tuttora). Già nel secolo precedente, se non prima, era però iniziata la decadenza di Sparvara, devastata dal Po; il suo nome non indicava che qualche sparsa cascina, e anche i Conti di Sparvara ormai avevano stabilito la loro sede a Cambiò, che era sede del comune ancora detto di Sparvara e Cambiò.
Anche la località di San Martino La Mandria fu un comune fino al XVIII secolo; apparteneva anch'esso al feudo di Gambarana; nel 1806 fu aggregato a Suardi e successivamente a Gambarana, come poi accadde a Cambiò.

### Simboli
Lo stemma comunale è privo di decreto di concessione ufficiale e si può blasonare.
Il leone è simbolo dei conti di Gambarana, uno dei rami in cui si divisero i conti Palatini che dominarono la Lomellina occidentale fino al XII secolo. I rami di alloro e di quercia intrecciati in capo allo scudo potrebbero essere ciò che rimane di un capo del littorio, ornamento obbligatorio degli stemmi comunali sotto il regime fascista.

## Monumenti e luoghi d'interesse

### Il castello
Al centro della cittadina si trova il Castello, una casaforte. 
L'edificio è in mattoni a pianta quadrata, dalla tipologia a blocco parallelepippedo, senza un cortile interno, ha struttura assai semplice, senza particolari motivi decorativi. 
Nella parete nord domina una semitorre a base circolare adibita ai servizi.
Le mura, scarpate alla base, hanno ancora tracce di merlatura. 
Il castello ha due ingressi, uno ad est e l'altro posto all'opposto lato, ad ovest. 
È una proprietà privata, adibita ad abitazione: è uno dei monumenti meglio conservati del Paese di Gambarana.

## Società

### Evoluzione demografica
Abitanti censiti